# Heidelberg (Sankt Martin)
Der Heidelberg ist ein 338,3 Meter hoher Berg in der Haardt, einem Mittelgebirgszug am Ostrand des Pfälzerwalds. Er liegt in der Gemarkung von Sankt Martin. Am Berg befinden sich die Reste eines frühgeschichtlichen Ringwalls.  Die Anlage ist als Kulturdenkmal in der Gemeinde Sankt Martin gelistet. Zudem befindet sich das Naturschutzgebiet Haardtrand – An der Kropsburg am Berg.

## Geographie

### Lage
Der Heidelberg erhebt sich im Biosphärenreservat Pfälzerwald-Vosges du Nord und im Naturpark Pfälzerwald. Der Berg liegt südöstlich vom Straußenberg (582,6 m) als Vorgipfel des Hochbergs (635,3 m) und bildet mit dem Werderberg (349,7 m) und dem Burgberg der Kropsburg (342 m) die östlichste Bergkette des Hochberg–Massivs zur Rheinebene hin.

### Naturräumliche Zuordnung
Der Heidelberg gehört zum Naturraum Pfälzerwald, der in der Systematik des von Emil Meynen und Josef Schmithüsen herausgegebenen Handbuches der naturräumlichen Gliederung Deutschlands und seinen Nachfolgepublikationen als Großregion 3. Ordnung klassifiziert wird. Betrachtet man die Binnengliederung des Naturraums, so gehört der Heidelberg zum Mittleren Pfälzerwald und hier zum Gebirgszug der Haardt, welche den Pfälzerwald zur Oberrheinischen Tiefebene hin abgrenzt.
Zusammenfassend folgt die naturräumliche Zuordnung des Heidelbergs damit folgender Systematik:
- Großregion 1. Ordnung: Schichtstufenland beiderseits des Oberrheingrabens
- Großregion 2. Ordnung: Pfälzisch-Saarländisches Schichtstufenland
- Großregion 3. Ordnung: Pfälzerwald
- Region 4. Ordnung (Haupteinheit): Mittlerer Pfälzerwald
- Region 5. Ordnung: Haardt

## Natur
Der Berg ist vollständig bewaldet. Es herrscht ein für den Haardtrand typischer Mischwald aus Edelkastanien, Espen, Traubeneichen und Kiefern vor. Der gesamte Berg bildet das Naturschutzgebiet "Haardtrand – An der Kropsburg", begrenzt im Süden, Westen und Norden durch die umlaufende Kreisstraße K30 und im Osten durch die Weinfelder in der Rheinebene. Hier liegt die Sankt Martiner Weinlage "Baron" mit der Sublage "Im Schraussental".

## Zugang und Wandern
Die Zufahrt erfolgt von Edenkoben über die Klosterstraße, die als Kreisstraße K6 weiter über das Forsthaus Heldenstein in das Modenbachtal führt. Am Ortsausgang zweigt rechts die Kreisstraße K30 in Richtung der Kropsburg ab, die den Berg praktisch umrundet. Der Berg ist über Wanderwege gut erschlossen. An der Westseite verläuft der Pfälzer Weinsteig am Berg vorbei.